# Interplanetaire materie

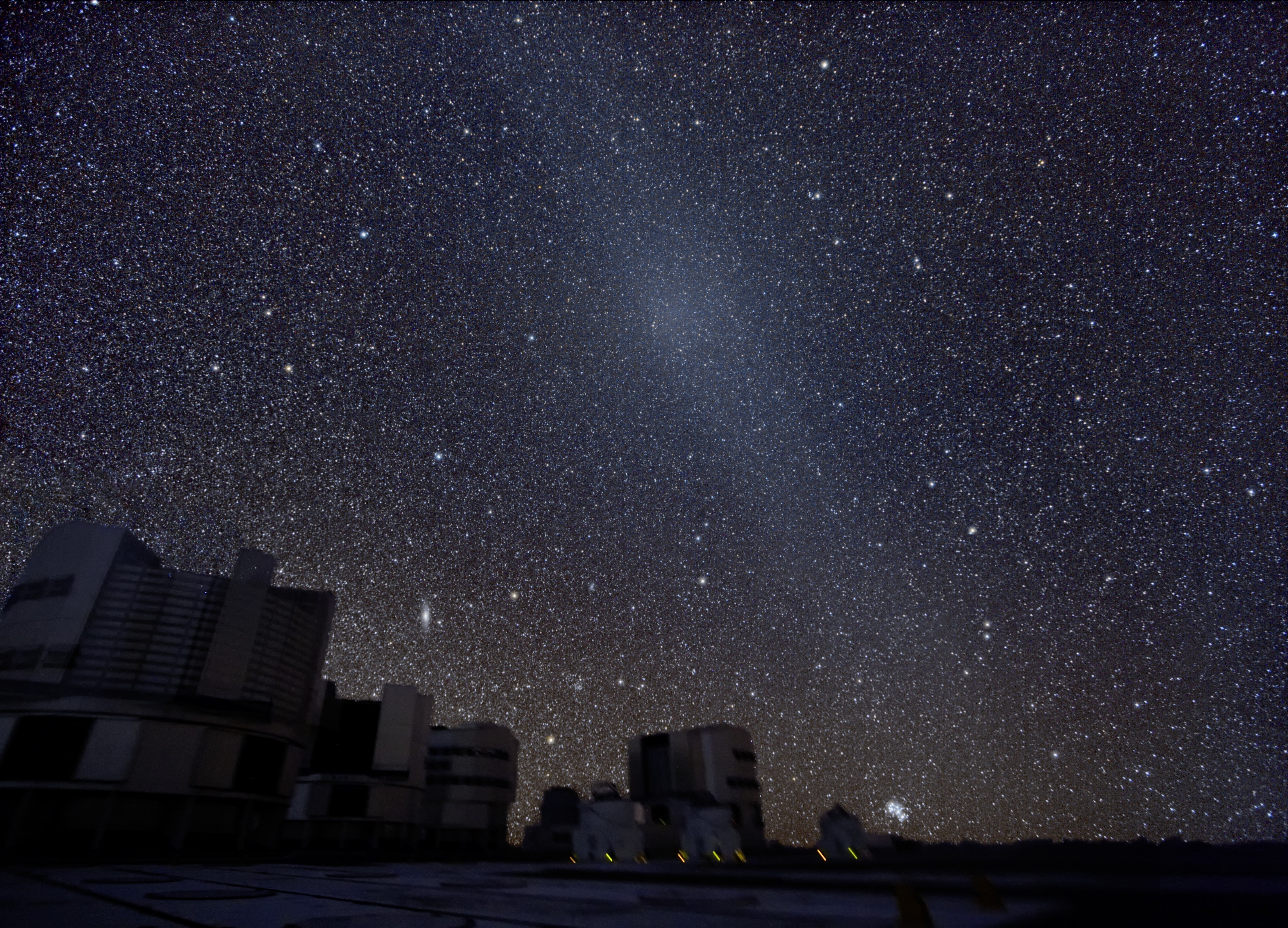
De gegenschein boven de Very Large Telescope

Interplanetaire materie is het materiaal dat het zonnestelsel vult, en waarin de grotere hemellichamen van een planetenstelsel zoals de planeten en kometen zich voortbewegen. De interplanetaire materie bestaat onder andere uit gas- en stofdeeltjes, kosmische straling en hete plasma van de zonnewind. Het grootste deel van de interplanetaire materie bevindt zich vermoedelijk in het vlak waarop de planeten bewegen (de ecliptica).
De dichtheid is vrij laag; ongeveer vijf deeltjes per kubieke centimeter. Deze dichtheid is tamelijk variabel, en kan worden beïnvloed door het magnetisch veld van een planeet. 
Stofdeeltjes in de interplanetaire materie zijn zichtbaar als het zodiakaal licht en de gegenschein.
De interplanetaire materie vult de heliosfeer en wordt begrensd door de heliopauze, waarvoorbij het interstellair medium begint.